# Герштейн, Иосиф Яковлевич
Иосиф Яковлевич Герштейн (1882—1938) — советский военный, партийный и хозяйственный деятель, первый командующий Азовской военной флотилии.

## Биография
Родился в г. Смела Киевской губернии в мещанской семье. Член РСДРП с 1903 г., агитатор-пропагандист, подвергался арестам и обыскам. Окончил физико-математический факультет Киевского Императорского университета святого Владимира (1912). Работал учителем математики в Усть-Медведицком реальном училище в станице Усть-Медведицкая Области Войска Донского. 
В 1917—1919 гг. комиссар, командующий Азовской военной флотилии во время проведения Красного десанта на Миусский полуостров. После поражения и гибели значительной части десанта, заподозренный в измене И. Я. Герштейн и другие офицеры были арестованы. Освободили их после вмешательства группы раненых вооруженных десантников. И. Я. Герштейн был смещен с должности командующего Азовской флотилией.
Во время Гражданской войны — командир броневого дивизиона и партизанского отряда в Москве, на Украине и Северном Кавказе.
В 1920—1926 гг. на военной и хозяйственной работе. В 1925—1928 гг. сотрудник Торгпредства в Норвегии. В 1928—1930 гг. уполномоченный Союзнефти в Скандинавии (Стокгольм). В 1930—1933 гг. заместитель начальника экспортного сектора Народного комиссариата (Наркомата) внешней торговли СССР. В 1933—1934 гг. заместитель торгпреда СССР в Японии.

## Репрессии
Накануне ареста — госинспектор Комитета по высшему техническому образованию при ЦИК СССР. Арестован 26 марта 1935 г. Особым совещанием при НКВД СССР приговорен к 5 годам ИТЛ «за контрреволюционную троцкистско-зиновьевскую агитацию». После досрочного освобождения преподавал немецкий и английский языки в Красноярском пединституте. Арестован 5 января 1938 г. Комиссией НКВД СССР и Прокурором СССР 3 февраля 1938 г. приговорен к ВМН. Расстрелян 26 февраля 1938 в г. Красноярске. Реабилитирован 06.11.1989 прокуратурой КК. В партии не восстановлен.